# Pancorius sebastiani
Espèce
Pancorius sebastiani est une espèce d'araignées aranéomorphes de la famille des Salticidae.

## Distribution
Cette espèce est endémique du Kerala en Inde,. Elle se rencontre dans le district de Thiruvananthapuram vers Kallar.

## Description
Le mâle holotype mesure 7,17 mm et la femelle paratype 6,93 mm.

## Systématique et taxinomie
Cette espèce a été décrite par Asima, Caleb et Prasad en 2023.

## Étymologie
Cette espèce est nommée en l'honneur de Pothalil Antony Sebastian. 

## Publication originale
- Asima, Caleb & Prasad, 2023 : « A new species of Pancorius Simon, 1902 (Araneae: Salticidae) from the Western Ghats, India. » Arachnology, vol. 19, no 6, p. 931-935.